# سيليست برادلي
سيليست برادلي (بالإنجليزية: Celeste Bradley)‏ (1964)؛ روائية أمريكية.